# Whau Ward
Der Whau Ward ist eine Verwaltungseinheit des Auckland Council in Neuseeland.

## Geographie
Der eine Fläche von 26,85 km² umfassende Whau Ward, und damit der kleinste Ward des Auckland Council, befindet sich zwischen dem Waitākere Ward im Westen, dem Albert-Eden-Puketāpapa Ward im Osten, dem Manukau Harbour im Süden und dem Waitematā Harbour im Norden.
Die Grenze des Ward verläuft, beginnend vom Motumānawa / Pollen Island im Norden im Waitematā Harbour liegend, südlich hinunter dem Whau River entlang und südwestlich abknickend durch den Stadtteil Glendene bis zur Great North Road. Dort, wo die Straße leicht nach Ostsüdosten abknickt, führt die westlich Grenze des Ward zunächst kurz nach Südwesten, um dann der Pleasent Road entlang nach Süden und dann zwischen den Stadtteilen Green Bay im Osten und Wood Bay im Südwesten bis zum Manukau Harbour reicht.
Auf der Ostseite des Ward führt die Grenzziehung, von Norden, Traherne Island mit einschließend, weiter südlich des Stadtteils Waterview ein kleines Stück nach Ostsüdosten, um dann in einer Mäanderform dem Oakley Creek folgend, bis der Creek die Richardson Road kreuzt und ihr bis zu John Davis Road folgt. In der Nähe des Endes der Straße verläuft die Grenze des Ward schließlich entlang der Boundary Road in südsüdwestliche Richtung und endet an Land in der Bucht Lynfield Cove, die zum Manukau Harbour gehört.

## Wirtschaftsdaten
Der Whau Ward verfügte im Jahr 2023 über eine Einwohnerzahl von 86,300. Für den gleichen Zeitraum wies die Statistik über den Whau Local Board 8.031 Unternehmen aus, die 32.486 Personen beschäftigten.
Das Bruttosozialprodukt, in Neuseeland Gross Domestic Product (GDP) genannt, betrug im Jahr 2023 für das Gebiet 4.121 Mrd. NZD, mit einem Wachstum gegenüber dem Vorjahr von 3,3 %. Neuseeland insgesamt hatte im gleichen Bemessungszeitraum im Vergleich dazu ein Wachstum von 2,9 %.
In dem oben genannten Local Board führte die Branche Produktion/Fertigung mit einem Anteil am GDP von 17,7 % die Statistik an, gefolgt vom Großhandel mit 12,0 % und der Bauwirtschaft mit 8,8 % Anteil.

## Politische Führung des Whau Ward
Die politische Führung des Auckland Council erfolgt durch den Mayor (Bürgermeister), 20 Ward Councillors (Ward Stadträte) und in jedem der dreizehn Wards noch einmal durch eine unterschiedliche Anzahl von Mitgliedern, die in Local Boards organisiert sind. Die derzeit 21 Local Boards haben insgesamt 149 Mitglieder. Während sich die Local Boards auf die Entscheidungsfindung und Führung auf kommunaler Ebene konzentrieren, befassen sich der Mayor mit den Councillors mit dem großen Ganzen der Stadt und mit den strategischen Entscheidungen für das gesamte Stadtgebiet des Auckland Council.
Für den Whau Ward ist ein Councillor (Stadtrat) zuständig und auf lokaler Ebene 7 Local Board Mitglieder für den Whau Local Board.